# آنکتراکابه
آنکتراکابه (به لاتین: Anketrakabe) یک منطقهٔ مسکونی در ماداگاسکار است که در آنتسینانا دوم واقع شده‌است. آنکتراکابه ۲٬۹۳۳ نفر جمعیت دارد و ۳۰۸ متر بالاتر از سطح دریا واقع شده‌است.